# Пиърс (окръг, Уисконсин)
Вижте пояснителната страница за други значения на Пиърс.
Окръг Пиърс (на английски: Pierce County) е окръг в щата Уисконсин, Съединени американски щати. Площта му е 1533 km², а населението - 42 212 души (1 април 2020). Административен център е град Елсуърт.